# Lucette Michaux-Chevry
Lucette Michaux-Chevry (Saint-Claude, 5 de març de 1929 - Gourbeyre, 9 de setembre de 2021) fou una advocada i política de Guadalupe. Llicenciada en dret, va ser consellera municipal de Sant-Claude i alcaldessa de Gourbeyre (1987-1995) i Basse-Terre (1995-2001). Del 20 de març de 1986 al 10 de maig de 1988 fou secretària d'estat del Ministeri per a la Francofonia sota el govern de Jacques Chirac, de qui en fou amiga personal, i del 29 de març de 1993 al 16 de maig de 1995 ministre delegat d'afers exteriors amb el govern d'Edouard Balladur. També fou diputada pel Reagrupament per la República a les eleccions legislatives franceses de 1988 i senadora per Guadalupe des de 1995 (reelegida el 2004).
A les eleccions regionals franceses de 1992 fou escollida president del Consell Regional de Guadalupe i el 1994 fou la promotora del grup polític Objectiu Guadalupe, que unificava a l'illa les seccions del RPR i de la UDF. Posteriorment es negà a formar una secció local de la UMP, tot i que la seva filla Marie-Luce Penchard n'és consellera política. A les eleccions regionals franceses de 2004 fou derrotada pel candidat socialista Victorin Lurel. Després de la vaga general de les Antilles Franceses de 2009 demanà a tots els funcionaris electes de Guadalupe organitzar un front unit en diàleg amb el president Nicolas Sarkozy, i canviar profundament el sistema polític als departaments d'ultramar pel govern i les relacions amb la metròpoli.